# Torre de Beppu

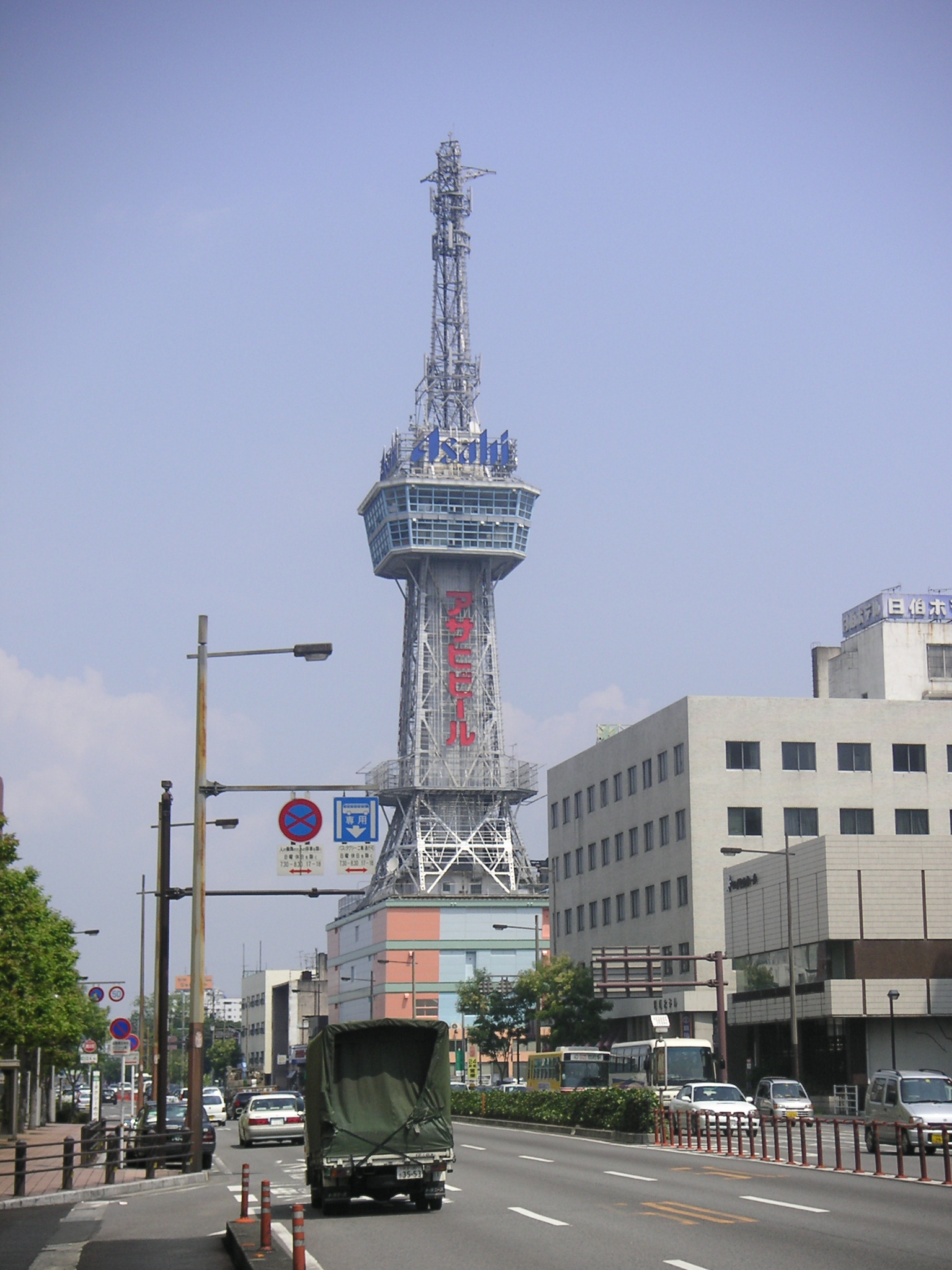
Torre de Beppu.

La Torre de Beppu o Beppu Tower (別府タワー Beppu Tawā?) es una torre de comunicaciones de 100 metros de altura construida en 1957 en la ciudad japonesa de Beppu, en la prefectura de Ōita.
La estructura cuenta con un mirador en el piso decimoséptimo, a los 55 metros de altura.